# Mario Party 5
Mario Party 5 är den femte delen i Mario Party-spelserien. Spelet är utvecklat av Hudson Soft och släpptes till GameCube år 2003.
Spelet är ett brädspel och tänkt att spela fyra tillsammans, är man färre än fyra spelare fylls resten av deltagarna i av datorstyrda motståndare.